# Whole Earth Blazar Telescope
Whole Earth Blazar Telescope (WEBT) è un consorzio internazionale di astronomi creato nel 1997, il cui obiettivo è lo studio di una particolare categoria di nuclei galattici attivi (AGN) chiamati blazar, che sono caratterizzati da una forte e rapida variabilità della loro luminosità, nell'arco di tempo di poche ore o meno.
Questa collaborazione coinvolge molti telescopi che osservano nelle lunghezze d'onda del visibile, del vicino infrarosso, e delle onde radio (millimetriche e centimetriche). Grazie alla loro diversa posizione geografica in tutto il mondo, le variazioni di emissione delle sorgenti possono essere monitorate 24 ore al giorno. Il monitoraggio del WEBT si avvale spesso di osservazioni a frequenze più elevate, dai raggi ultravioletti ai raggi gamma, eseguite dallo spazio e da altri telescopi terrestri. In questo modo, le informazioni sull'emissione dei blazar coprono quasi l'intero spettro elettromagnetico.
Gli studi eseguiti dal WEBT hanno lo scopo di comprendere i meccanismi fisici che regolano l'emissione variabile di questi oggetti celesti. Questa emissione proviene solitamente da un getto di plasma che punta in direzione della linea di vista dell'osservatore terrestre, ed è generato da un buco nero situato nel nucleo della galassia ospite.

## Fondazione
Il WEBT fu fondato nell'autunno del 1997 da John Mattox, dell'Istituto di ricerca astrofisica presso l'Università di Boston, come una collaborazione tra diversi osservatori ottici.
Tre anni dopo, nel 2000, la direzione fu affidata a Massimo Villata, dell'Osservatorio astrofisico di Torino. Fu emessa una costituzione, che definiva le finalità e la gestione dell'organizzazione. Poco dopo, anche gli osservatori dedicati all'osservazione nelle onde radio e nel vicino infrarosso aderirono al consorzio.

## Campagne osservative

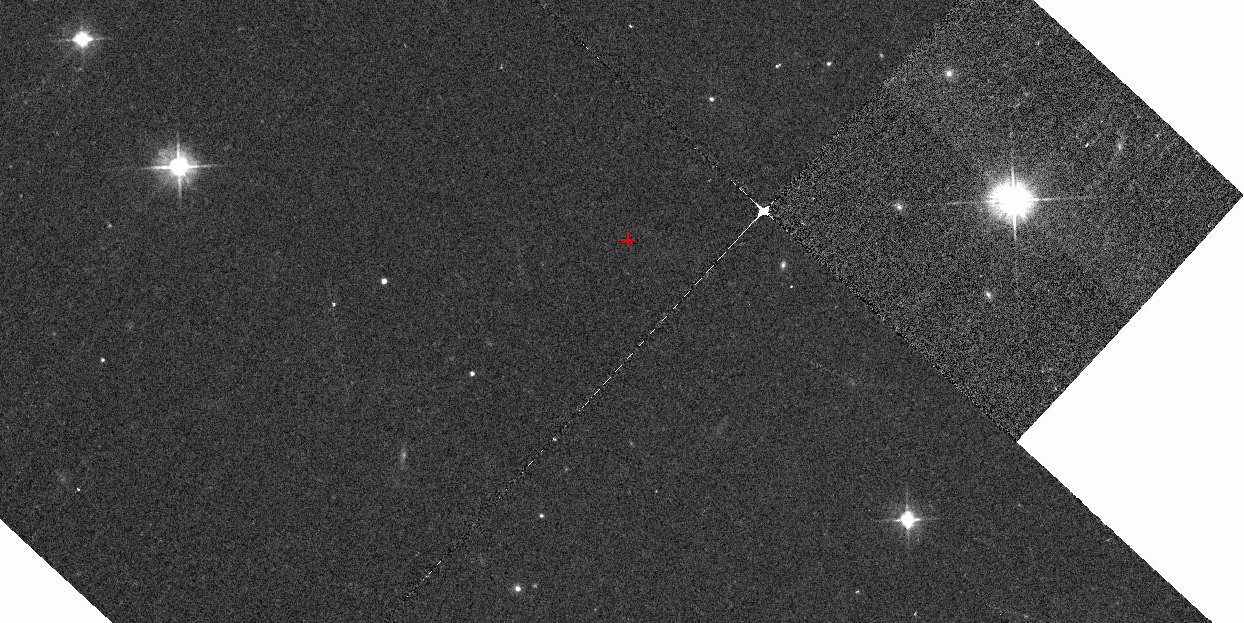
Il Blazar 3C 66A (all'estrema destra) visto dal telescopio spaziale Hubble. Anche con la camera WFPC2 dell'Hubble l'oggetto appare simile ad una stella.

Fino al febbraio 2009, il WEBT ha organizzato 24 campagne di osservazione, con la partecipazione di più di cento telescopi. Ogni campagna è dedicata a una fonte specifica, ed è guidata da un responsabile (Campaign Manager) nominato dal presidente, il quale coordina le strategie di osservazione, la raccolta dei dati, l'analisi e l'interpretazione dei dati stessi, e, infine, si occupa della pubblicazione dei risultati.
Dopo 18 anni dalla fondazione del WEBT sono state realizzate oltre 160 pubblicazioni scientifiche al riguardo.
Questa è la lista dei blazar che sono stati bersaglio di campagne del WEBT:
- AO 0235+16 [2][3][4][5]
- Markarian 421 [6]
- S5 0716+71 [7][8][9]
- BL Lacertae [10][11][12]
- Markarian 501
- 3C 66A [13][14]
- OJ 287 [15]
- 3C 454.3 [16][17][18]
- 3C 279 [19][20]

## GASP
Il 4 settembre 2007, il WEBT ha avviato un nuovo progetto: il programma di supporto GLAST-AGILE (GASP). Il suo scopo è quello di fornire ulteriore supporto con osservazioni a lunghezze d'onda più lunghe tramite osservazioni dai satelliti a raggi gamma GLAST (Gamma-ray Large Area Space Telescope, poi ribattezzato Fermi Gamma-ray Space Telescope in onore del noto fisico italiano Enrico Fermi), e AGILE (Astro-Rivelatore Gamma a Immagini Leggero). La strategia del GASP è un monitoraggio a lungo termine dei target selezionati, con raccolta dati e analisi periodica degli obbiettivi.
La lista dei blazar monitorati dal GASP comprende 28 oggetti: 3C 66A, AO 0235 + 16, PKS 0420-01, PKS 0528 + 134, S5 0716 + 71, PKS 0735 + 17, GU 248, GU 49, 4C 71.07, GU 287, S4 0954 + 65, Markarian 421, 4C 29.45, SU 231, 3C 273, 3C 279, PKS 1510-1508, DA 406, 4C 38.41, 3C 345, Markarian 501, 4C 51.37, 3C 371, PKS 2155-304, BL Lacertae, CTA 102, 3C 454.3 e 1ES 2344 + 514.